# Romain Édouard
Romain Édouard (Poitiers, 28 de noviembre de 1990) es un jugador de ajedrez francés que tiene el título de Gran Maestro desde 2009. En la lista de Elo de la FIDE de agosto de 2015, tenía un Elo de 2634 puntos, lo que le situaba como el jugador número 6 (en activo) de Francia. Su máximo Elo fue de 2702 puntos, en la lista de junio de 2014 (posición 46 en el ranking mundial).

## Resultados destacados en competición
Édouard juega al ajedrez desde que tenía cinco años y participó en su primer torneo en 2001. Fue su entrenador el Gran Maestro francés Olivier Renet durante su adolescencia. En 2006 ganó el Campeonato de Europa de ajedrez de la juventud en la categoría sub-16 con quince años, y en 2007 obtuvo el título de Maestro Internacional. Entre los torneos disputados, ganó en Zaragoza y Bad Wiessee en 2008, el Abierto Internacional de ajedrez de Andorra y Echternach 2009 (y 2010), Hastings 2010 y Clermont-Ferrand 2011. También ha ganado torneos ya desaparecidos como el Grand Prix de Burdeos (2007), Anvers (2011) y Nancy (2012).
En agosto de 2012 se proclamó campeón de Francia en Pau, en una edición en que el título lo compartió con Maxime Vachier-Lagrave, Christian Bauer y Etienne Bacrot. En diciembre de 2012 ganó el Torneo Al Ain Classic con 7 puntos de 9, los mismos puntos que Maxime Vachier-Lagrave pero con mejor desempate. En abril de 2014 fue campeón destacado con 8 puntos de 9 en el Abierto de Dubái. En agosto del mismo año fue tercero en el campeonato de Francia en Nimes, por detrás de Laurent Fressinet y Etienne Bacrot. En agosto de 2015 fue subcampeón en el Abierto de Sants (el campeón fue Kacper Piorun).